# Charles-Ferdinand Nothomb
Charles-Ferdinand Nicolas Marie Pierre Nothomb (Bruxelles, 3 maggio 1936 – 19 aprile 2023) è stato un politico belga.
Membro del Centro Democratico Umanista (cdH) e suo ex presidente. Presidente della Camera dei rappresentanti dal 1979 al 1980 e dal 1988 al 1995, ha ricoperto vari incarichi ministeriali nel governo belga: Ministro degli affari esteri dal 1980 al 1981 e nel maggio 1985, durante il dramma di Heysel, è ministro degli Interni quando vengono reclamate le sue dimissioni a seguito dei fatti connessi, ma Jean Gol sarà il responsabile della caduta del quinto governo di Wilfried Martens su questo argomento. A partire dal 2002 Nothomb è vicepresidente del Movimento europeo internazionale. Durante la crisi politica iniziata nell'estate del 2007, fu uno dei Ministri di Stato consultato ufficialmente dal re Alberto II al Castello del Belvédère per trovare una soluzione.
Charles-Ferdinand Nothomb è il prozio della scrittrice belga Amélie Nothomb.

## Biografia
Charles-Ferdinand è il 13º e ultimo figlio di Pierre Nothomb e della seconda moglie, Ghislaine Montens d'Oosterwyck, discendente di Jean-Baptiste Nothomb, primo ministro dal 1841 al 1845. Charles-Ferdinand possiede un dottorato in giurisprudenza (1957) e una laurea in economia (1958). Ha partecipato rapidamente ai movimenti giovanili in vari ambienti politici e divenne presidente nazionale dell'ala giovanile del PSC. È padre di tre figli.

## Attività professionali
Dal 1958 al 1960 Nothomb ha lavorato come ricercatore presso la Facoltà di Economia presso l'Université catholique de Louvain, dove dal 1964 al 1965 è stato anche ricercatore in sociologia e nel 1992-1998 professore di management nel settore pubblico. Nel 1963 è stato professore di storia diplomatica, è anche docente presso l'Istituto superiore per interpreti e nel 1968 professore di politica economica comparativa presso l'Institut Catholique des Hautes Etudes Commerciales.
Inoltre, dal 1980 al 1986 è stato professore di relazioni internazionali presso le Facoltà cattoliche universitarie di Mons, dove è diventato professore nel 1991. Dal 1959 al 1963 ha anche lavorato come funzionario presso il dipartimento di istruzione del Ministero degli Affari economici.

## Carriera politica

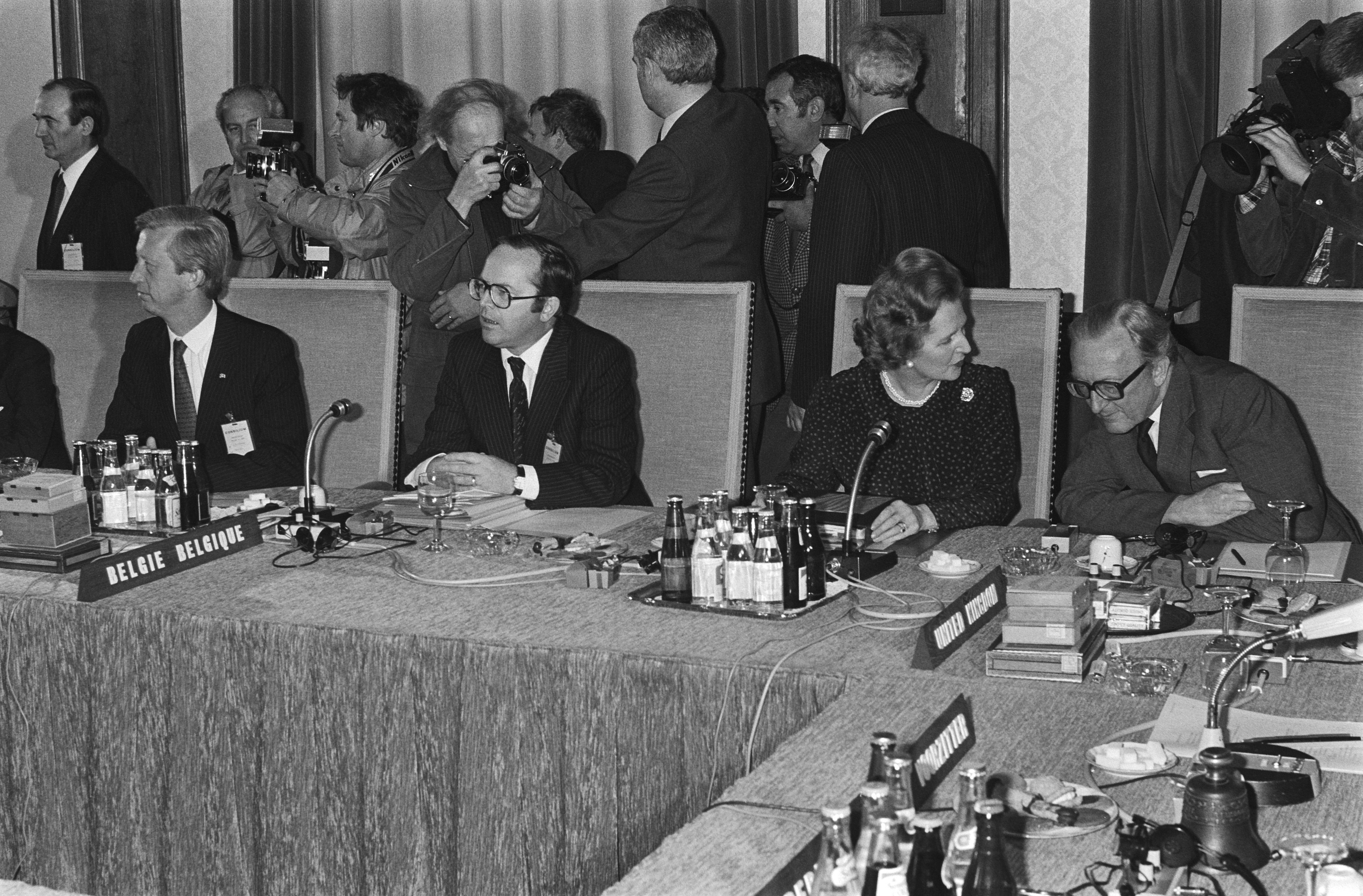
Nothomb, il premier Wilfried Martens, la premier britannica Margaret Thatcher e il ministro Peter Carington al Consiglio europeo di Maastricht, 23 marzo 1981

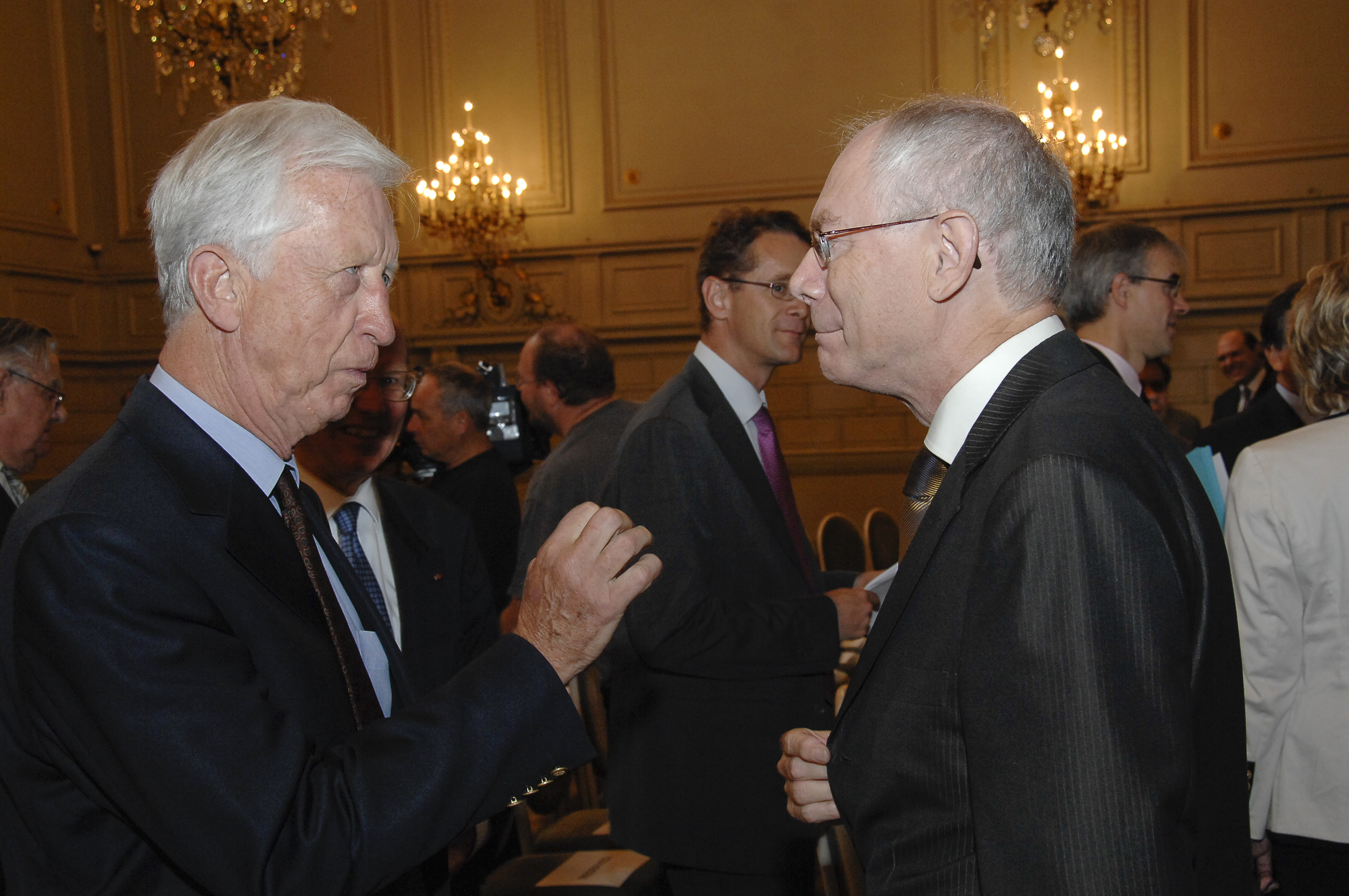
Charles-Ferdinand Nothomb insieme a Herman Van Rompuy nel 2009

Nothomb è diventato politicamente attivo per il PSC ed è stato presidente nazionale della sezione dei giovani del partito dal 1962 al 1965. Ha poi lavorato dal 1965 al 1968 come addetto presso i ministri del PSC Raymond Scheyven (1965-1966) e Pierre Wigny (1966-1968).
Dal 1968 al 1995 è stato deputato per l'arrondissement di Marche-en-Famenne, Bastogne e Arlon alla Camera dei rappresentanti, dopo di che si è dimesso, come senatore è stato eletto direttamente al Senato belga per il periodo dal 1995 al 1999. Come risultato del doppio mandato, ha anche prestato servizio presso il Consiglio culturale francofono dal 1971 al 1980, dopo di che nella Regione vallona e nella Comunità francofona dal 1980 al 1995.
Nel 1972 è stato eletto presidente del Partito Sociale Cristiano, ha ricoperto il mandato fino al 1979. È stato poi nel 1979-1980 e dal 1988 al 1995 presidente della Camera dei rappresentanti, nel 1980-1981 ministro degli affari esteri, dal 1981 fino al 1986 vice primo ministro e ministro dell'interno. Dopo le sue dimissioni nel 1986, è stato Vice Presidente della Camera dei rappresentanti dal 1986 al 1988. Dopo essere passato al Senato nel 1995, è stato presidente della commissione per gli affari interni e dal 1995 al 1996 per il gruppo PSC. Dal 1996 al 1998 è succeduto a Gérard Deprez come nuovo presidente del PSC, dimessosi poi è stato sostituito dal duo Philippe Maystadt e Joëlle Milquet.
Dal 1965 al 1985 e dal 1989 al 2000 è stato anche consigliere comunale di Habay-la-Neuve. Ha inoltre svolto attività presso l'Assemblea parlamentare del Consiglio d'Europa dal 1979 al 1980 e nel Parlamento europeo dal 1968 al 1973 e dal 1995 al 1999. Il 30 gennaio 1995 è stato nominato ministro di Stato.

## Pubblicazioni
- Deux ans de gouvernement Lefèvre-Spaak, in: La Revue Nouvelle, 1963.
- Les partis et la participation politique, in: La Revue Nouvelle, 1966.
- Finances publiques - Pourquoi, Comment, Éd. l'Effort, 1986.* La vérité est bonne, Brussel, Hatier, 1987.
- De Waarheid mag gezegd worden, Ed. Hatier, Brussel, 1987.
- Démocratie belge, Ed. Duculot, 1990.
- La Poste belge, Habay-la-Neuve.
- Principes de démocratie: le modèle de la Belgique fédérale: la constitution de 1994, Éd. Duculot-De Boeck, Louvain-La-Neuve, 1994.
- Le fond des choses, Éd. Quorum, 1999.
- Le chemin de fer, Habay-La-Neuve.
- L'après-duopôle|éditeur, Parijs, 1997.
- Mon plan de paix pour la Belgique. Entretiens avec Christian Laporte, Racine, Brussel, 2009.